# Hola Señorita
Singles de Gims
Miami Vice
(2019) Reste
(2019)
Pistes de Transcendance
Pirate
(2)
Hola Señorita est une chanson interprétée par Gims en duo avec le chanteur colombien Maluma, sortie en single le 26 avril 2019. La chanson est extraite de Transcendance, réédition de l'album Ceinture noire. C'est le douzième single de Ceinture noire et le deuxième de sa réédition. 
Un remix de la chanson par Robin Schulz est sorti le 5 juillet 2019.

## Accueil commercial
Le clip a été vu 26 millions de fois la première semaine, un record pour un clip francophone[réf. nécessaire].

## Liste de titres
| 1. | Hola Señorita | Maître Gims, Maluma, Renaud Rebillaud | 3:26 |

| 1. | Hola Señorita (Robin Schulz Remix) | Maître Gims, Maluma, Renaud Rebillaud, Robin Schulz | 2:54 |

## Classements et certifications
| Classement (2019-20)                     | Meilleure position |
| ---------------------------------------- | ------------------ |
| Belgique (Flandre Ultratip 100)          | 24                 |
| Belgique (Flandre Ultratop R&B/Hip-Hop)  | 19                 |
| Belgique (Wallonie Ultratop 50 Singles)  | 5                  |
| Belgique (Wallonie Ultratop 50 Airplay)  | 6                  |
| Belgique (Wallonie Ultratop R&B/Hip-Hop) | 3                  |
| Espagne (PROMUSICAE)                     | 23                 |
| France (SNEP)                            | 15                 |
| France (SNEP Radio)                      | 5                  |
| France (SNEP Streaming)                  | 16                 |
| France (SNEP Téléchargement)             | 13                 |
| Grèce (IFPI)                             | 38                 |
| Hongrie (Single Top 40)                  | 12                 |
| Pays-Bas (Single Tip)                    | 25                 |
| Portugal (AFP)                           | 52                 |
| Roumanie (Romanian Top 100)              | 3                  |
| Suisse (Schweizer Hitparade)             | 12                 |
| Suisse (Charts Romandie)                 | 10                 |
| Suisse (Billboard Digital Songs)         | 5                  |

| Classement (2019)            | Position |
| ---------------------------- | -------- |
| Belgique (Wallonie Ultratop) | 41       |
| France (SNEP)                | 61       |
| Suisse (Schweizer Hitparade) | 35       |

### Certifications
| Région                                                                     | Certification | Ventes/Streams |
| -------------------------------------------------------------------------- | ------------- | -------------- |
| Belgique (BEA)                                                             | Or            | 20 000*        |
| Brésil (ABPD)                                                              | Or            | 20 000*        |
| Canada (Music Canada)                                                      | Or            | 40 000^        |
| France (SNEP)                                                              | Diamant       | 50 000 000*    |
| Italie (FIMI)                                                              | Or            | 50 000‡        |
| Pologne (ZPAV)                                                             | Or            | 10 000*        |
| Espagne (PME)                                                              | Platine       | 40 000^        |
| Suisse (IFPI)                                                              | Platine       | 20 000x        |
| xNon précisé par la certification ‡ventes/streaming selon la certification |               |                |

## Historique de sortie
| Pays                  | Version            | Date           | Format                    | Label                     |
| --------------------- | ------------------ | -------------- | ------------------------- | ------------------------- |
| France / Monde entier | originale          | 26 avril 2019  | Téléchargement, streaming | Chahawat (Play Two, Sony) |
| France / Monde entier | Robin Schulz Remix | 5 juillet 2019 | Téléchargement, streaming | Chahawat (Play Two, Sony) |